# 罗韦雷塔事件

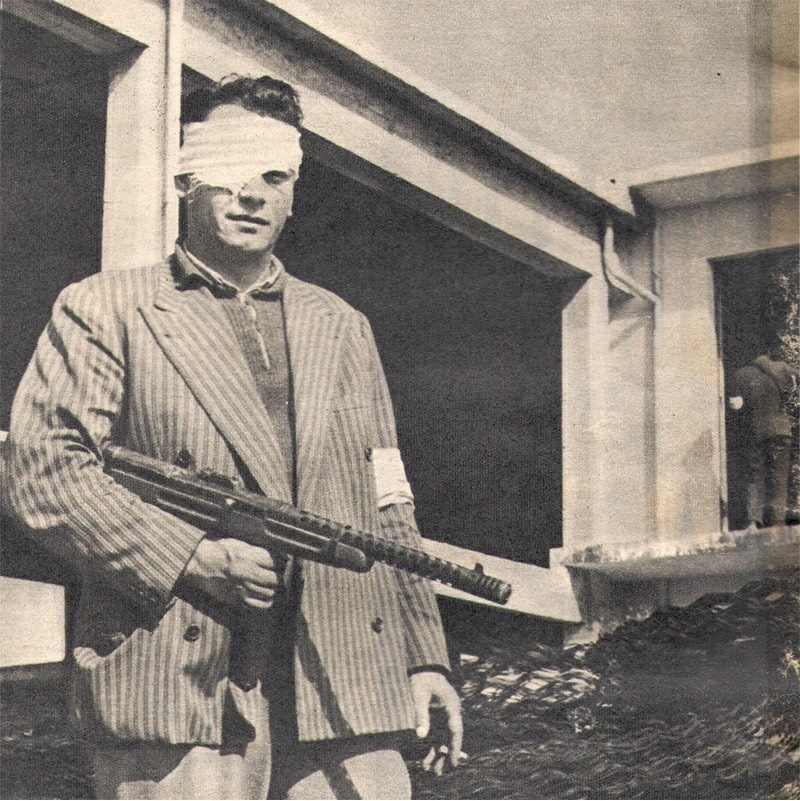
罗韦雷塔的一名效忠于圣马力诺临时政府的武装分子

罗韦雷塔事件（義大利語：Fatti di Rovereta）是1957年9月19日—10月11日发生在圣马力诺的一场宪政危机。当时，执政联盟执政联盟“自由委员会”的数名议员倒戈到反对派，引起执政联盟强烈不满，于是执政联盟操控大议会，使其无法开会，以阻止预定的执政官选举。反对派政党圣马力诺天主教民主党和圣马力诺独立民主社会党在罗韦雷塔村成立“圣马力诺临时政府”，对抗执政联盟（由圣马力诺共产党和圣马力诺社会党组成）。最终，在意大利派遣卡宾枪骑兵干涉的情况下，执政联盟屈服，同意重新选举执政官，使反对派上台执政。